# Lindguldmal
Lindguldmal, Phyllonorycter issikii är en fjärilsart som först beskrevs av Tosio Kumata 1963.  Lindguldmal ingår i släktet guldmalar, Phyllonorycter, och familjen styltmalar, Gracillariidae.
Artens har ett delat utbredningsområde. Dels ett område med tyngdpunkt i östra Europa och dels ett område med tyngdpunkten i Östasien. Några fynd finns där emellan. (Arten är noterad i följande länder:
Österrike, Slovakien, Tjeckien, Tyskland, Finland, Danmark, Ryssland, Lettland, Litauen, Ungern, Bulgarien, Polen, Vitryssland, Ukraina, Kina, Japan och Sydkorea.
Enligt den finländska rödlistan är arten nära hotad i Finland. Artens livsmiljö är friska och torra lundar, är det växer lindar. Arten är ännu inte påträffad i Sverige. Inga underarter finns listade i Catalogue of Life.

## Bildgalleri

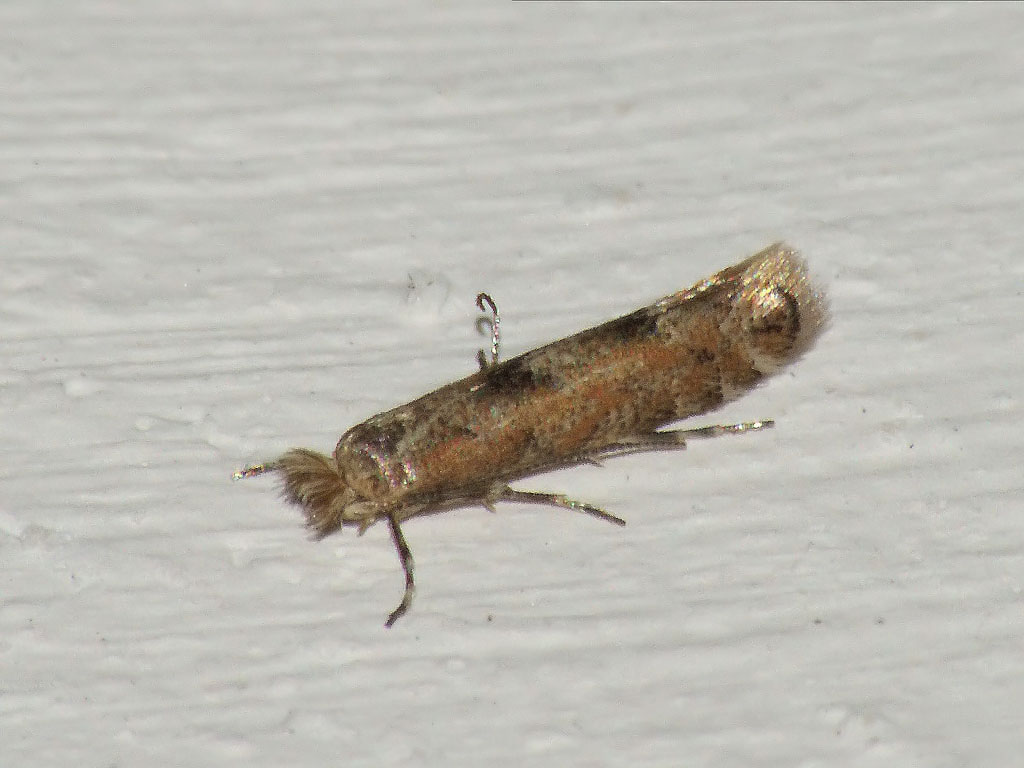
Imago fjäril
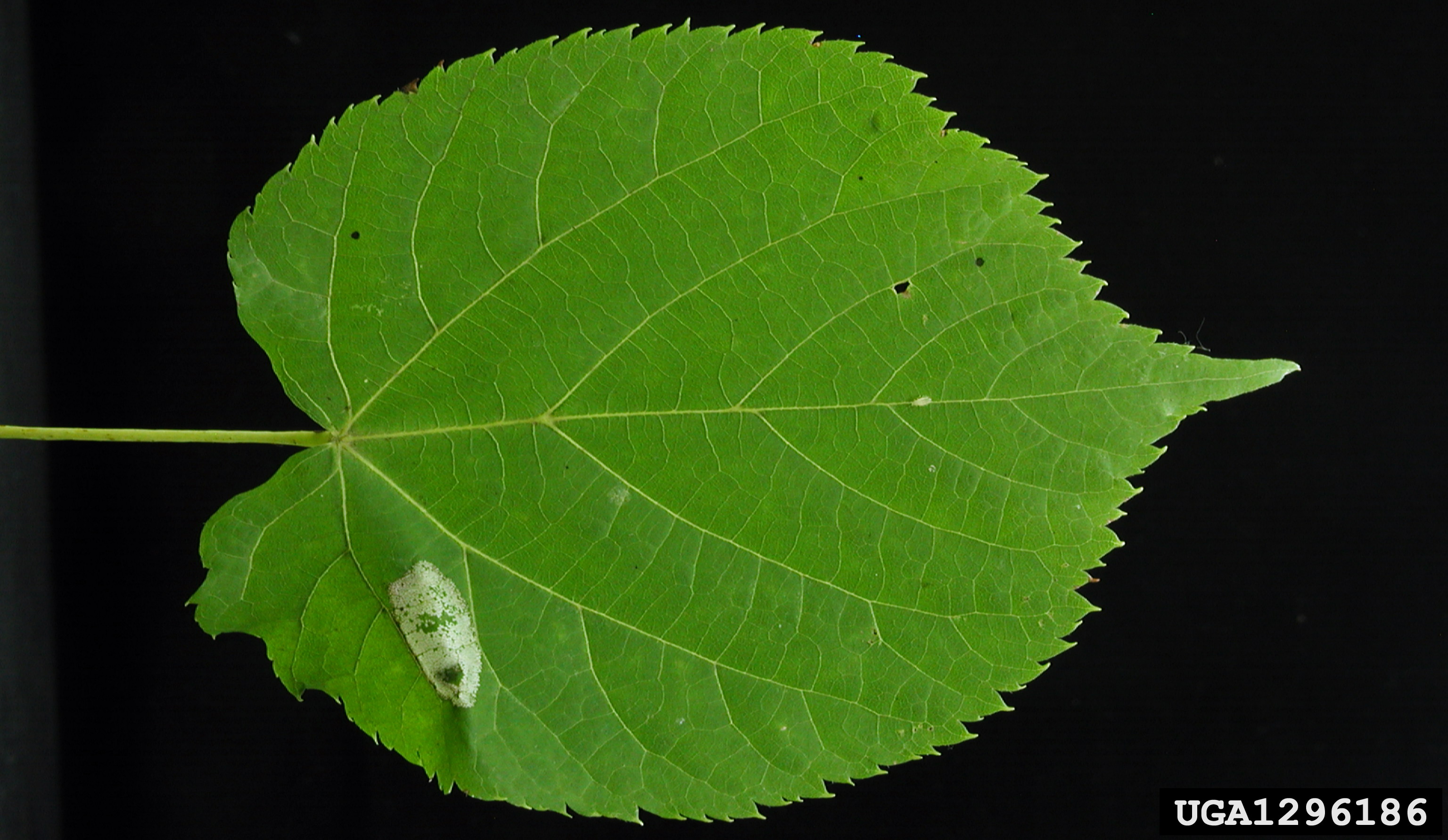
Mina
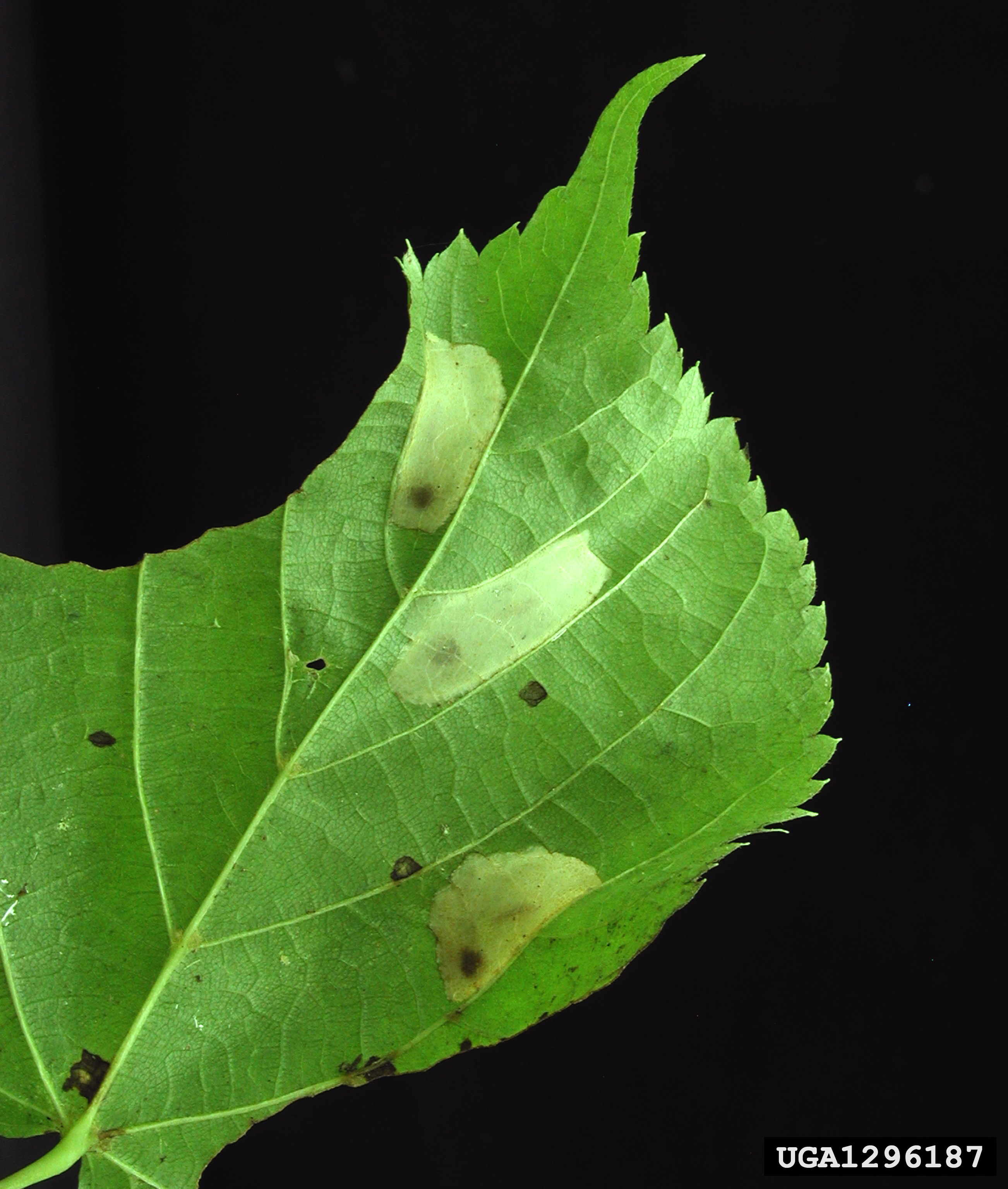
Minor
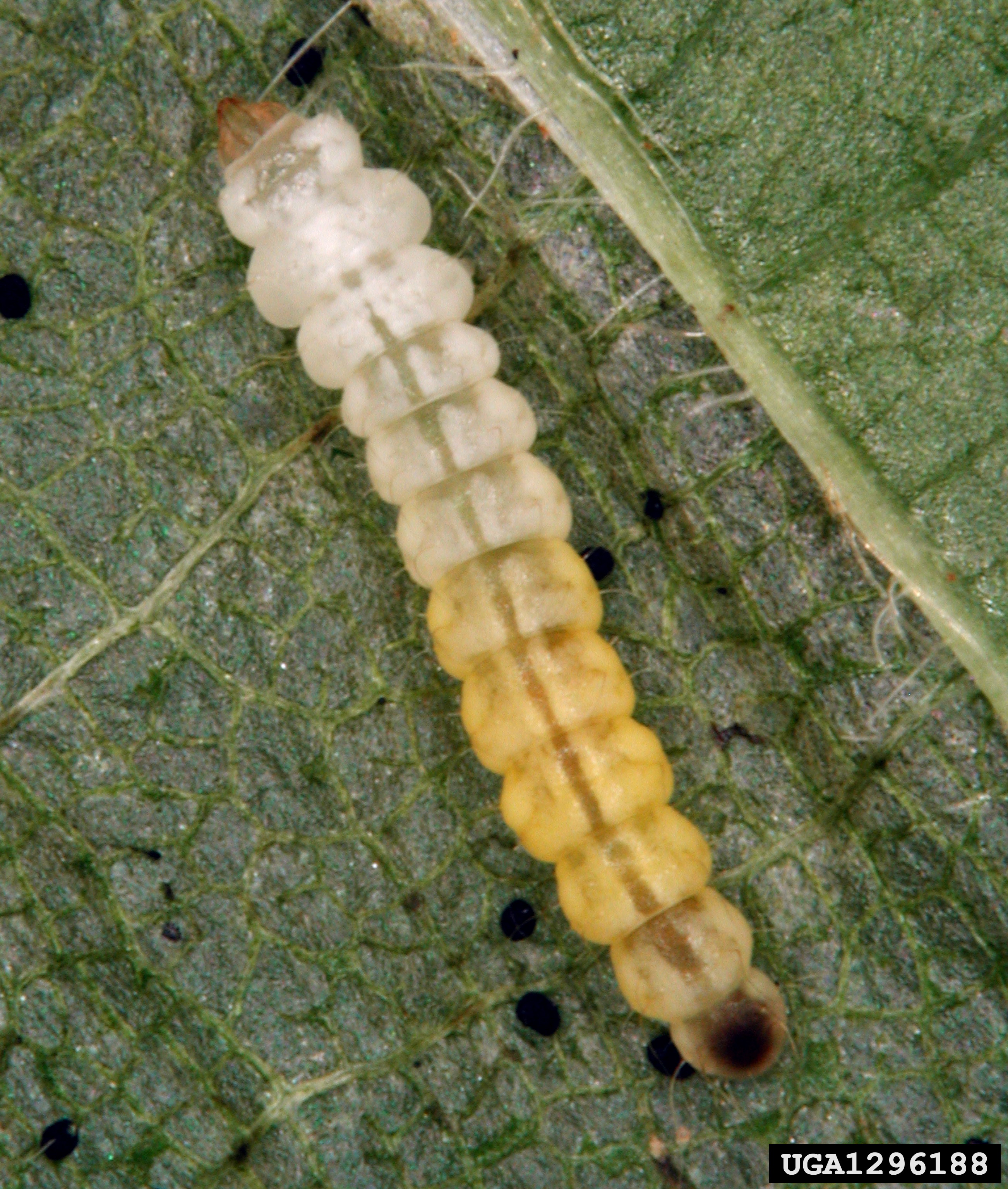
larv
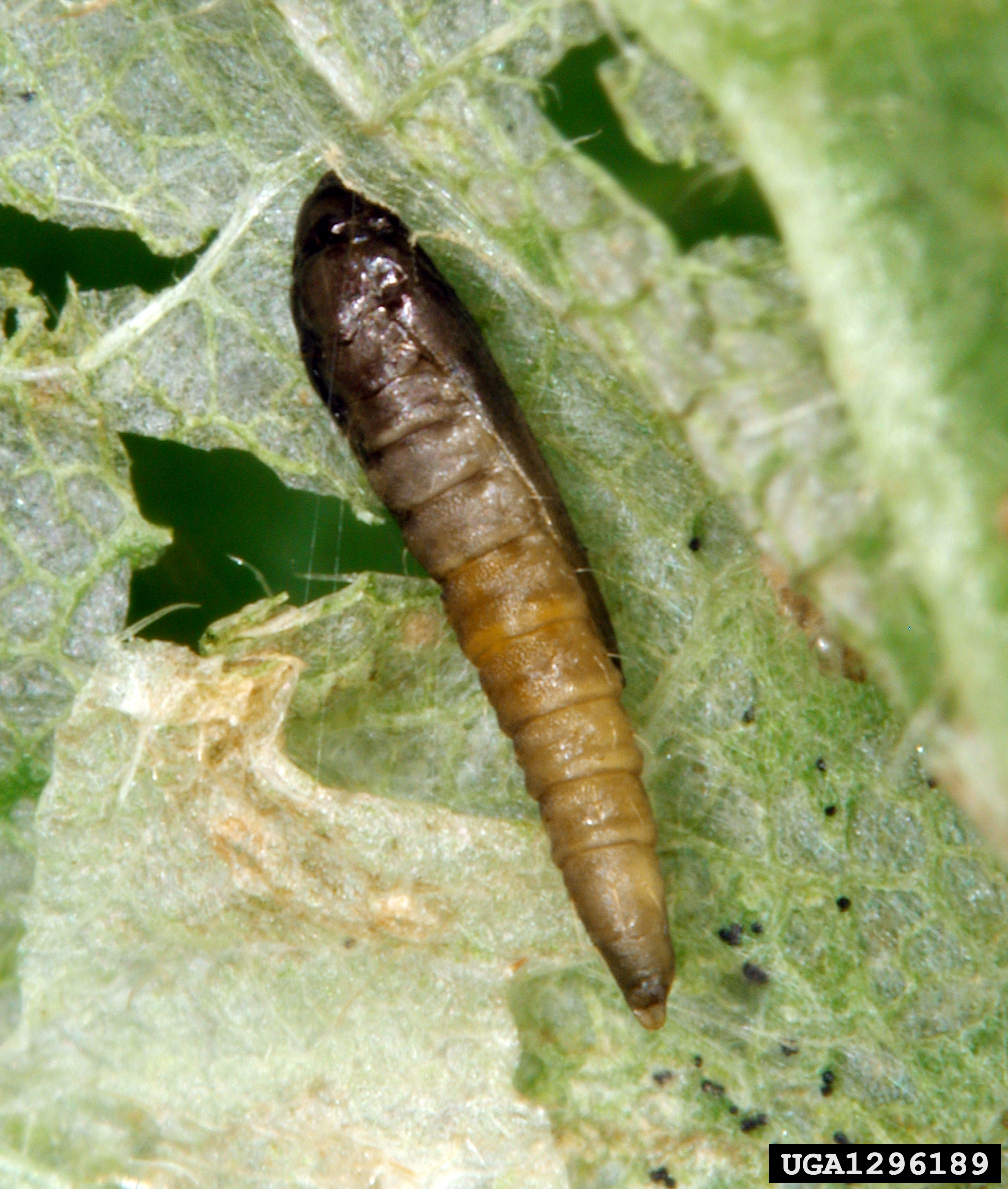
puppa